# Cefisodoro (retore)
Cefisodoro (in greco antico: Κηφισόδωρος, traslitterato: Kephisόdoros; fine del IV secolo a.C. – III secolo a.C.) è stato un retore greco antico, allievo di Isocrate, probabilmente autore anche di una storia delle guerre sacre.

## Biografia
Cefisodoro è stato discepolo di Isocrate ad Atene e, secondo numerose testimonianze dell'antichità (Dionigi di Alicarnasso, Isocrate, Iseo, Demostene), fu autore di una Πρὸς Ἀριστοτέλη ἀντιγραφαί, una apologia di Isocrate in quattro libri contro Aristotele. Scrisse anche contro Platone.
È menzionato dagli scoliasti anche uno scrittore greco antico con lo stesso nome, discepolo anch'esso di Isocrate, ma nato a Tebe, autore della storia delle guerre sacre, il quale si ritiene sia stato la stessa persona del Cefisodoro dell'Apologia di Isocrate.